# Inimicus joubini
Inimicus joubini är en fiskart som först beskrevs av Pierre Chevey 1927.  Inimicus joubini ingår i släktet Inimicus och familjen Synanceiidae. Inga underarter finns listade i Catalogue of Life.